# Skoki do wody na Mistrzostwach Świata w Pływaniu 2022 – wieża 10 m synchronicznie kobiet
Wieża 10 m synchronicznie kobiet – jedna z konkurencji rozgrywanych w ramach skoków do wody, podczas mistrzostw świata w pływaniu w 2017. Eliminacje oraz finał odbyły się 30 czerwca.
Do eliminacji zgłoszonych zostało 9 par, wszystkie z nich miały prawo do startu w finale niezależnie od wyniku w fazie eliminacji.
Zwyciężczyniami konkurencji zostały reprezentantki Chin Chen Yuxi i Quan Hongchan. Drugą pozycję zajęły zawodniczki ze Stanów Zjednoczonych Delaney Schnell i Katrina Young, trzecią zaś reprezentujące Malezję Pandelela Rinong i Nur Dhabitah Sabri.

## Wyniki
| Miejsce | Zawodniczki                         | Państwo           | Eliminacje | Eliminacje | Finał  | Finał   |
| Miejsce | Zawodniczki                         | Państwo           | Wynik      | Miejsce    | Wynik  | Miejsce |
| ------- | ----------------------------------- | ----------------- | ---------- | ---------- | ------ | ------- |
| 01 !    | Chen Yuxi Quan Hongchan             | Chiny             | 352,08     | 1.         | 368,40 | 1.      |
| 02 !    | Delaney Schnell Katrina Young       | Stany Zjednoczone | 296,28     | 2.         | 299,40 | 2.      |
| 03 !    | Pandelela Rinong Nur Dhabitah Sabri | Malezja           | 270,90     | 6.         | 298,68 | 3.      |
| 4.      | Matsuri Arai Minami Itahashi        | Japonia           | 275,46     | 4.         | 297,84 | 4.      |
| 5.      | Elena Wassen Christina Wassen       | Niemcy            | 281,88     | 3.         | 284,16 | 5.      |
| 6.      | Ksenija Bajło Sofija Łyskun         | Ukraina           | 267,72     | 8.         | 283,08 | 6.      |
| 7.      | Charli Petrov Melissa Wu            | Australia         | 264,48     | 9.         | 274,68 | 7.      |
| 8.      | Viviana Del Ángel Samantha Jiménez  | Meksyk            | 271,62     | 5.         | 269,10 | 8.      |
| 9.      | Robyn Birch Emily Martin            | Wielka Brytania   | 269,58     | 7.         | 259,20 | 9.      |